# Teri Bauer
Teri Bauer fiktív szereplő a 24 című sorozatban, és az első évadban szerepel, mint Jack Bauer felesége. Szerepét Leslie Hope skót színésznő játssza.

## Szereplése
|  | Alább a cselekmény részletei következnek! |

Teri Bauer 1968-ban született, a felesége Jacknek, és az anyja Kim Bauernek, Jack lányának.
Terit először az ő és a Jackkel közös házukban látjuk. Teri nincs jóban a lányával Kimmel, mivel mikor Jackkel egy időre szakítottak, Kim megharagudott rá, úgy tartotta, hogy Teri a hibás az akkor megtörtént dolgokért. Miután Kim megszökik, Teri a keresésére indul egy Alan York nevű emberrel, akiről azt hiszi, hogy Janet York, Kim barátnőjének az apja. Miután rájönnek, hogy Kimék a bútorboltban voltak, Alan nyugtatgatja Terit.Megtudják, hogy Janet kórházban van, és azonnal oda sietnek. Közben Jack is befut, miközben Janetet műtik. Jack Bauer gyanakodni kezd Alanre, de az ügyesen elhárítja azt. Miközben Teri vár, Alan meggyilkolja Janetet. Kocsiba ülnek Terivel, és elrabolja őt, de Teri leüti őt. Mikor kihívja a rendőröket, kiderül, hogy azok Alan York emberei. Találkozik Kimmel egy csűrben, ahová bezárják őket. Kimnek van egy segítője Rick, akibe szerelmes lesz. Rick társa Eli meg akarja erőszakolni Kimet, de Teri hősiesen önként felajánlja magát, hogy Kimet mentse. Rick szerez nekik egy mobilt, ahonnan fel tudják hívni Nina Myers-t. Jack rájuk talál, de meg akarja őket ölni Eli, ezért ők ölik meg őt. Jackkel együtt menekülni kezdenek, és kiszabadulnak. Egy őrzött házba mennek, ahol Nina hallgatja ki őket. Kiderül egy teszttel, hogy Teri terhes. Meg akarja mondani Jacknek, de a kihallgatás során rájön, hogy Nina volt Jack másik nője, amikor elhagyta őt, és így nem mondja meg neki. Ninát zavarja a helyzet, mivel Teri sértegeti őt, ezért egy másik tiszt kérdezi ki őket. Megtámadják a védett házat, Teriék pedig egy kocsival menekülnek. Miután lerázzák a támadót megáll Teri körülnézni, és Kim a kocsiban marad, ami megcsúszik és felrobban. Kim nem hal meg, de Teri azt hiszi, hogy meghalt a lánya. Ezért a pszichológusától kér segítséget, visszamennek Teriék házába, ahol megtámadják őket, a pszichológust meglövik, akiről közben kiderül, hogy szerelmes volt Teri-be, aki ezt nem viszonozta. Megmenti őket Tony Almeida, és beviszik őket a CTU-ba. Az utolsó részben, miután kiderült, hogy Nina áruló, Teri keresni kezdi őt. Nina foglyul ejti Terit. Miután letörölte az adatokat, azt mondja, legalábbis úgy tűnik a néző számára, hogy Terit nem bántja Nina. De nem mutatják azt a jelenetet, hogy mi történt vele. Jack nem találja Terit és elkezdi keresni őt. Megtalálja Terit hasba lőve holtan. Utoljára azt látjuk, hogy Teri holttestét sírva ölelgeti Jack, a férje.